# Station Berlin Gesundbrunnen
Het station Berlin Gesundbrunnen (Nordkreuz) is een station voor zowel voorstadsverkeer als langeafstandstreinen van de Deutsche Bahn aan de Berlijnse Ringbahn. Het station ligt in het stadsdeel Gesundbrunnen bij het Hanne Sobekplein tussen de Badstraße en de Brunnenstraße. In 2016 verwerkte het station, dat is ingedeeld in stationscategorie 1, dagelijks 130.000 reizigers. 
Het veel gebruikte station met 10 perronsporen is een overstappunt tussen het langeafstandsverkeer (Intercity Express/Eurocity) en het voorstadsverkeer (S-Bahn en Regioexpress) en biedt aansluiting op het gelijknamige metrostation waar lijn U8 van de  Berliner Verkehrsbetriebe halteert.

## Ligging en ontsluiting
Topografisch gezien ligt station Gesundbrunnen op de zuidflank van het Pankedal op de Humboldthöhe, verkeerstechnisch is het de noordrand van de Berlijnse Ringbahn. De ingangen liggen aan het Hanne Sobekplein aan de westkant en de Swinemünder Straße aan de oostkant. Het emplacement werd in een uitgraving onder de gemetselde Badstraßenbrücke aangelegd op het punt waar de Badstraße in zuidelijke richting afslaat als Brunnenstraße.
De heropening van het station is een belangrijk onderdeel van het paddenstoelconcept (Pilzkonzept) van de Deutsche Bahn

## Geschiedenis

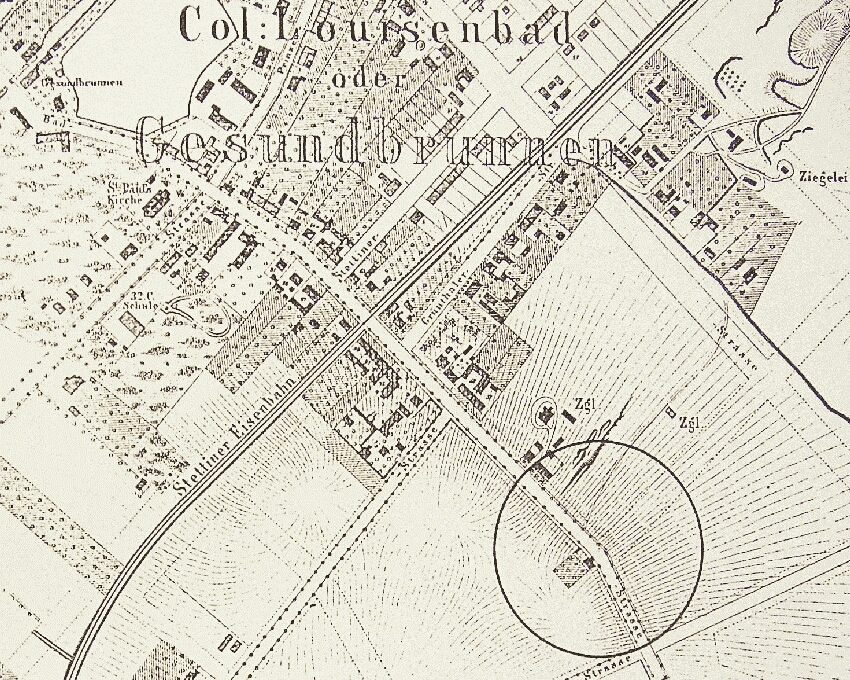
Kolonie Louisenbad, later Gesundbrunnen, in 1863. Het latere station ligt in de cirkel.

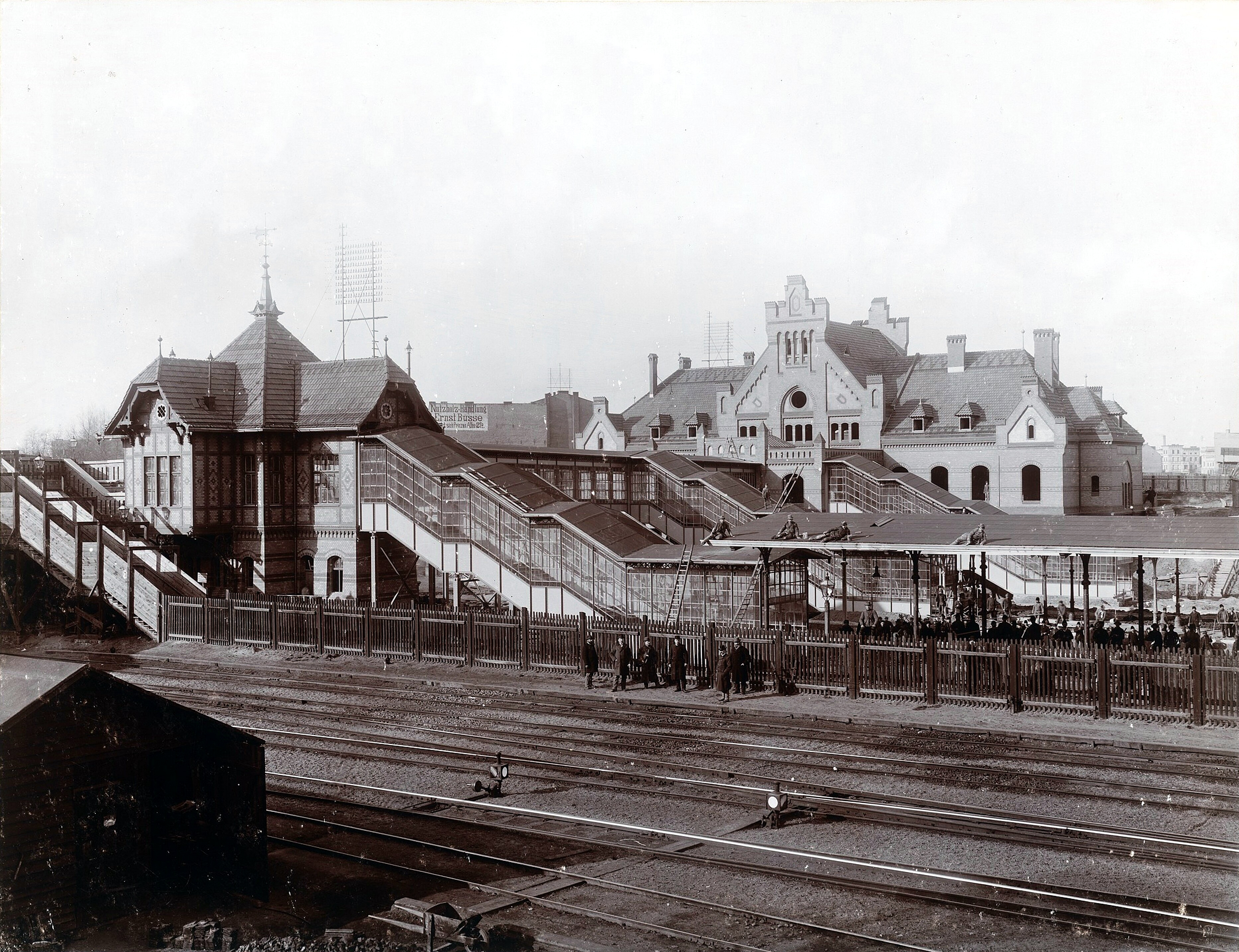
Station Gesundbrunnen na de ombouw van de Stettiner Bahn, 1898

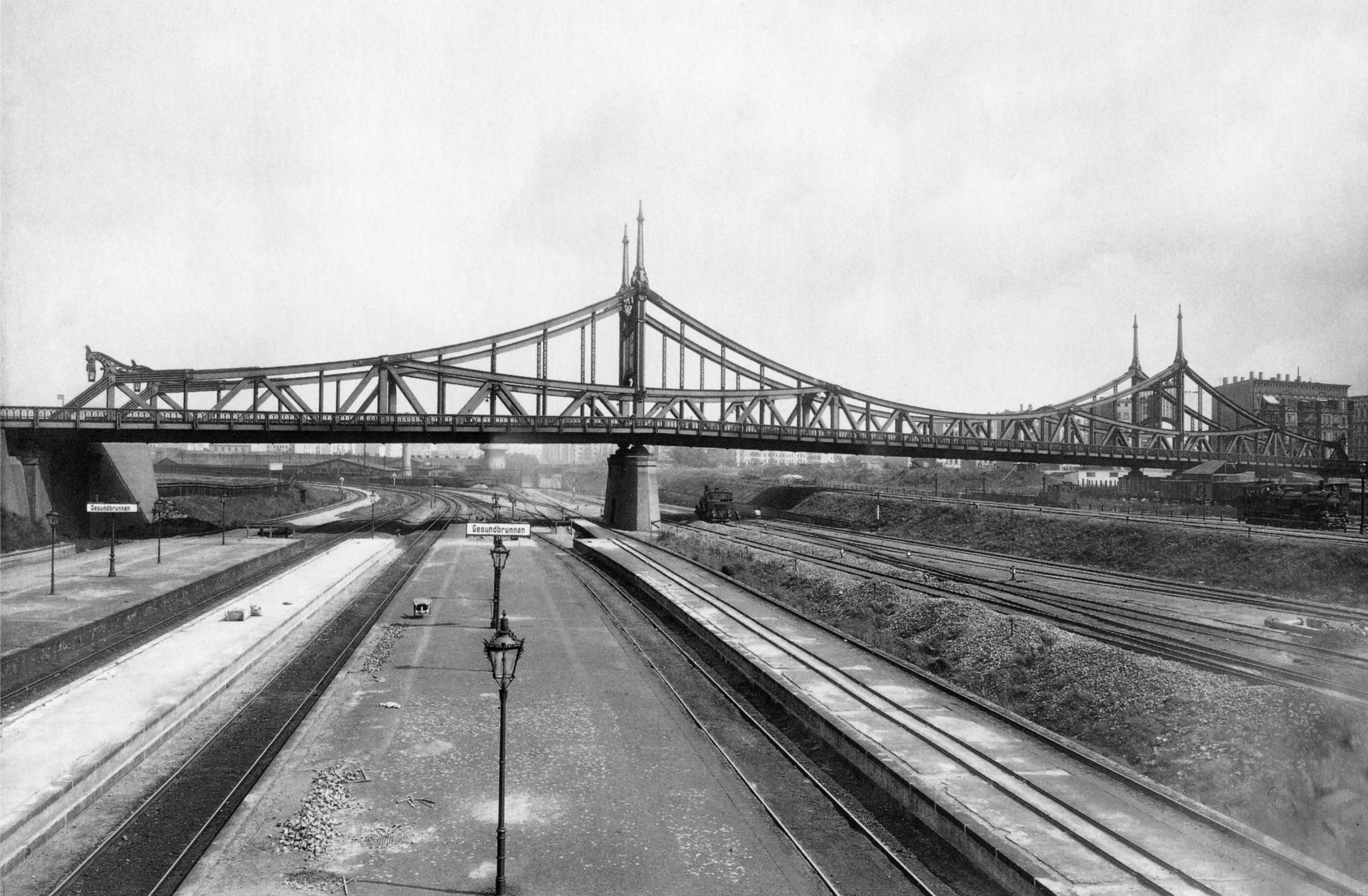
Blik over de perrons richting Swinemünder Brücke, 1906

### De eerste spoorlijn bij Gesundbrunnen
Op 1 augustus 1842 werd het eerste deel van de spoorlijn tussen Berlijn en Stettin geopend. Vanaf het Stettiner Bahnhof liep de lijn in noordoostelijke richting door het stadsdeel Gesundbrunnen. Hier kruiste het tracé de Badstraße tussen de Grüntaler Straße en de Stettiner Straße met een overweg. Na de ombouw van de spoorlijn ter hoogte van Gesundbrunnen kon de zeer onveilige overweg worden opgeheven.

### Opening van de Ringbahn
Nadat de Pruissische koning Willem 1 had besloten Berlijn van een ringspoorlijn te voorzien kwam deze in 1872 in gebruik. De goederentreinen reden al sinds 17 juli 1871 en de personentreinen reden vanaf 1 januari 1872 toen ook het station Gesundbrunnen geopend werd.

### Opening van de Nordbahn
Aanvankelijk was Gesundbrunnen het zuidelijke eindpunt van de, op 10 juli 1877 geopend, Nordbahn tussen Berlijn en Neubrandenburg, waarmee Gesundbrunnen een verkeersknooppunt werd. Het Nordbahnhof aan de Bernauer Straße/Schwedter Straße was pas op 1 oktober 1877 gereed en werd vooral door goederentreinen gebruikt. De personentreinen van de Nordbahn gebruikten vanaf 1 december 1877, tegen betaling van een jaarlijkse huur van 50.000 mark, ook het Stettiner Bahnhof. Hiermee werd het Stettiner Bahnhof het eindpunt voor de lijnen uit het noorden (Stralsund, Neubrandenburg, Fürstenberg und Oranienburg), terwijl station Gesundbrunnen als overstap op de Ringbahn fungeerde.
Op 1 oktober 1891 werd tussen Berlijn en Oranienburg een voorstadslijn (voorloper van de S-Bahn) met verlaagd tarief gestart en reden de andere treinen zonder te stoppen tussen Gesundbrunnen en Oranienburg. Wegens overbelasting van het Stettiner Bahnhof werd een deel van de voorstadstreinen vanaf 1892 naar het Nordbahnhof, dat tot dan toe alleen door goederentreinen werd gebruikt, geleid. Deze verdeling van treinen bleek voor de reizigers verwarrend en op den duur niet houdbaar, zodat in de begroting van 1895 8,85 miljoen Mark (ongeveer 60 miljoen euro prijspeil 2018) werd opgenomen voor de ombouw van Gesundbrunnen om daar het voorstads en langeafstandsverkeer kruisingsvrij op de ringlijn aan te sluiten.

### Eerste grote verbouwing van het emplacement en het station
In 1895 begon de ombouw van de sporen van de spoorlijn Berlijn – Stettin in het noorden van Berlijn. Omdat ook de reizigers van de Stettinerbahn moesten kunnen overstappen bij Gesundbrunnen verlegde men het tracé tussen de huidige stations Humboldthain en Bornholmer Straße op dat van de Nordbahn. Gesundbrunnen kreeg drie nieuwe perrons voor de ringlijn, het voorstadsverkeer en het langeafstandsverkeer. Daarnaast kwam een stationsgebouw in  neogotische stijl van architect Armin Wegner
Op 1 mei 1897 werd de eerste twee sporen van het nieuwe tracé (de latere voorstadslijn) in gebruik genomen en tegelijk het oude tracé van de Stettiner Bahn langs de Grüntaler Straße stilgelegd. Op 1 december 1897 werd ook het perron voor het langeafstandsverkeer in gebruik genomen. Dit perron mocht vanaf 1903 alleen nog gebruikt worden door reizigers die tot Bernau of Oranienburg of verder reden. Het gebruik van langeafstandstreinen tussen Gesundbrunnen en Stettiner Bahnhof was dan ook niet toegestaan.

### Elektrificatie van de S-Bahn
Het baanvak Stettiner Bahnhof - Bernau was in de jaren 1920 de eerste voorstadslijn die geëlektrificeerd werd. Dit gebeurde kort nadat een groot elektrificatie project voor de Berlijnse Stadtbahn, Ringbahn en voorstadslijnen door de Reichsbahn was aangenomen voor de periode 1920-1945. De elektrificatie zou worden gerealiseerd met een derde rail aan de buitenzijde van het spoor met 750 volt gelijkspanning. Hiertoe werd in 1924 bij de splitsing van de sporen tussen het Stettiner Bahnhof en het Nordbahnhof een gelijkrichterstation opgetrokken volgens een ontwerp van Reichsbahn-architect Richard Brademann. Op 8 augustus 1924 reden de eerste elektrische treinen van het Stettiner Bahnhof via Gesundbrunnen naar Bernau. Deze treinen stopten aan perron C voor het voorstadsverkeer. In 1925 werd ook Oranienburg door de elektrische treinen bediend en in 1927 volgde Velten. Vanaf 1 februari 1929 stopten ook aan perron A van de Ringlijn elektrische treinen. Het metrostation voor de GN Bahn werd in 1930 geopend.
Na de voltooiing in 1939 van de Noord-Zuidtunnel onder de historische binnenstad tussen het Stettiner Bahnhof en het Anhalter Bahnhof konden de noordelijke en zuidelijke S-Bahnlijnen eindelijke met elkaar verbonden worden. Hierdoor kwamen er rechtstreekse diensten tussen Oranienburg in het noorden en Potsdam/Wannsee in het zuiden. In 1935 was bij de Hochstraße het station Humboldthain geopend en bij de Bösebrücke was station Bornholmer Straße, naar ontwerp van Richard Brademann, gebouwd.

### De Tweede Wereldoorlog en wederopbouw
Op 8 oktober 1939 was het station het toneel van een ernstig spoorwegongeval toen de machinist van sneltrein D 17 twee voorseinen en een hoofdsein negeerde en inreed op trein P 411, met 23 doden en 31 gewonden tot gevolg.
Tijdens de Tweede Wereldoorlog nam het gebruik van het openbaar vervoer per spoor sterk toe omdat auto's en bussen door defensie gevorderd werden. In april 1945 werd het spoorverkeer stilgelegd. Vervolgens kwam het spoorverkeer weer mondjesmaat op gang, eerst met stoomtractie en altijd mudvol. Ook de S-Bahndienst op de Ringbahn werd in etappes opgestart:
- 11 juli 1945 Ostkreuz - Gesundbrunnen
- 1 oktober 1945 Gesundbrunnen - Wedding
- 19 december 1945 Wedding - Putlitzstraße

Vanaf 13 augustus 1945 reed de S-Bahn ook weer op de noordelijke trajecten, de Kremmener Bahn, de Stettiner Bahn en de Nordbahn, via Gesundbrunnen, echter niet verder dan het Nordbahnhof omdat de Noord-zuidtunnel was overstroomd. Pas in 1947 konden de treinen weer via de tunnel doorrijden tot Wannsee, Teltow en Rangsdorf.
In 1949 ontstond de eerste onenigheid over station Gesundbrunnen. Het spoorwegpersoneel ging in staking en de Transportpolizei van de DDR, die de zeggenschap over het Reichbahnterrein ook in West-Berlijn opeiste, probeerde de staking te breken. Hierbij werd door de transportpolizei zelfs op de stakers geschoten, door ingrijpen van Franse troepen kwam daar een eind aan. De stakers konden weliswaar naar huis terugkeren, maar dat was voor de Oost-Berlijners niet zonder gevaar voor de eigen vrijheid en uiteindelijk werden ze ontslagen.

### DeBerlijnse Muuren buitendienststelling

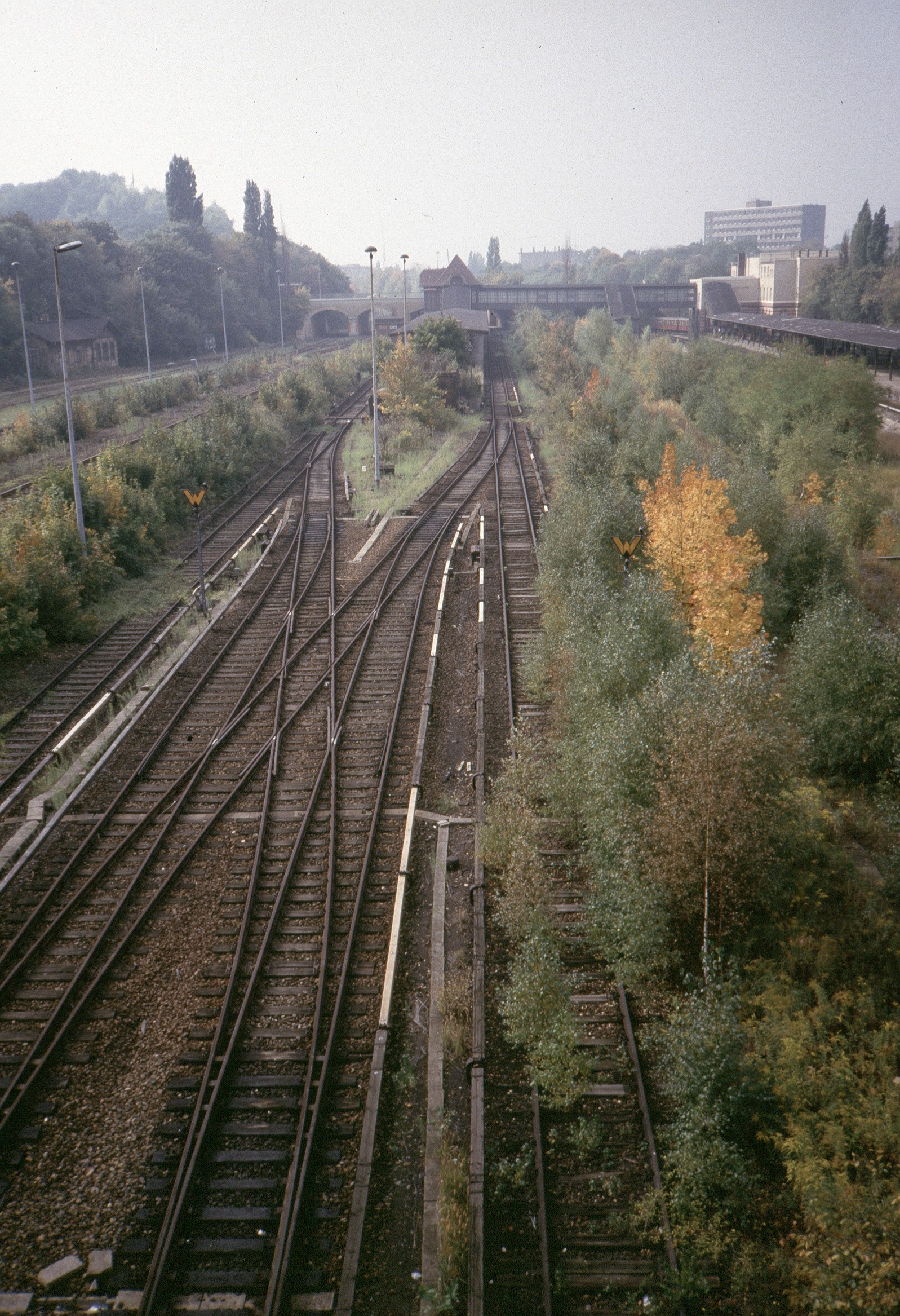
Blik van de Swinemünder Brücke op de sporen van de Ringbahn, 1986

Na de lange en verbitterde spoorstaking van 1949 in West-Berlijn, die grote gevolgen had voor het treinverkeer in de DDR, wilde de DDR geen langeafstandsverkeer meer via West-Berlijn. Het reizigersverkeer op Gesundbrunnen en Stettiner Bahnhof werd op 18 mei 1952 gestaakt, het goederenverkeer bleef tot 1961.
Door de bouw van de Berlijnse Muur op 13 augustus 1961 werd de S-Bahn ringlijn in twee halve ringen gesplitst zodat in het westen de treinen alleen nog tussen Sonnenallee of Köllnische Heide in het zuiden en Gesundbrunnen in het noorden kon rijden. Het verkeer van Gesundbrunnen naar Bernau werd eveneens afgekapt. Omdat de S-Bahn van de Oost-Duitse Reichsbahn was begon de West-Berlijnse bevolking een boycot van de S-Bahn. Hierdoor verloor de S-Bahn haar betekenis in West-Berlijn en liep het aantal reizigers sterk terug. De Reichsbahn trachtte door moderniseringsprogramma de S-Bahn weer aantrekkelijk te maken. In Halensee, Beusselstraße,  Hermannstraße, Schönhauser Allee en Gesundbrunnen werden in 1964 en 1965 op de fundamenten van de oude stationsgebouwen moderne stations gebouwd. Desondanks nam het aantal reizigers op de westelijke S-Bahn niet toe. 

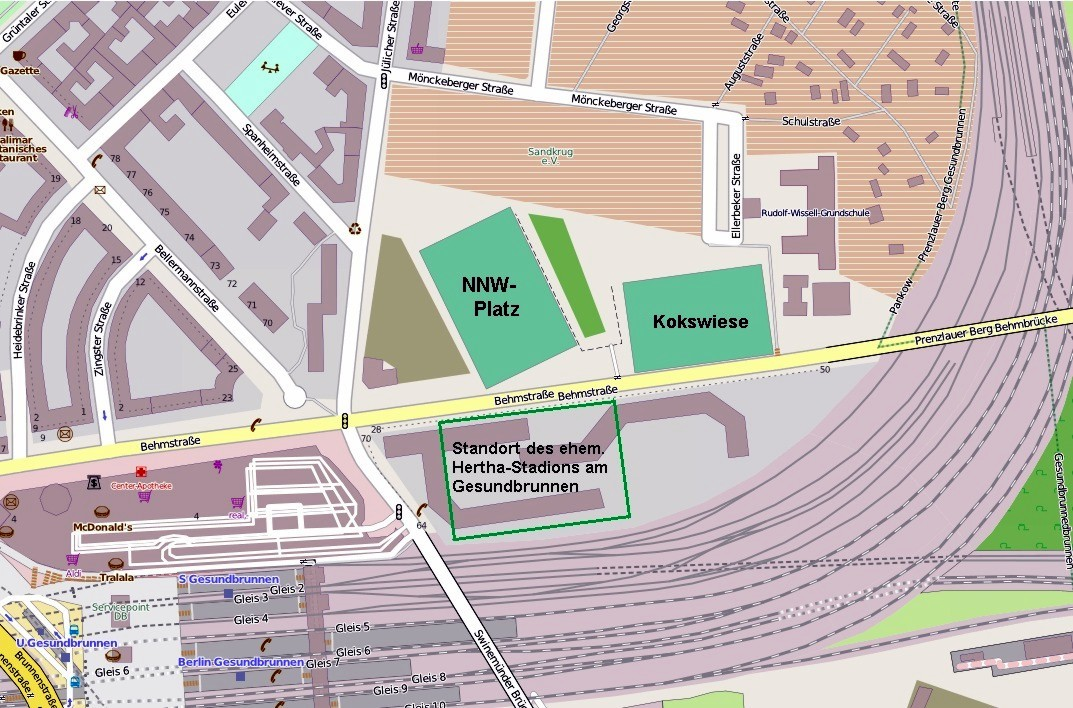
Voormalige sportterrein van Hertha naast het station

Na de bouw van de muur kwam het op het terrein van de werkplaats Gesundbrunnen tot een Oost-West confrontatie. Het bestuur van Oost-Berlijn had op de watertoren de letters DDR laten aanbrengen. Omdat het terrein in Wedding en daarmee in de Franse sector lag, zag de Franse commandant dit als een provocatie. Hij eiste onmiddellijke verwijdering van de letters en dreigde de watertoren op te blazen. Hij bracht tanks in stelling op de Swinemünder Brücke en sloeg een schuttersnest met machinegeweren op op het sportterrein van Hertha. Oost-Berlijn schilderde één D over waarop Frankrijk een nieuwe protestnota indiende. Vervolgens brak de DDR de toren uit technische overwegingen af om geen gezichtsverlies te lijden.
Ondanks dat de vier bezettingsmachten de Reichsbahn hadden verplicht om de S-Bahn in heel Berlijn te exploiteren, beëindigde de Reichsbahn een groot deel van de exploitatie in West-Berlijn na een staking van het West-Berlijnse personeel in september 1980. Alleen de Noord-Zuid verbindingen Lichtenrade – Frohnau en Lichterfelde Süd – Heiligensee via Gesundbrunnen bleven in stand.
Op 9 januari 1984 nam de West-Berlijnse BVG, na een overeenkomst tussen de Reichsbahn en het West-Berlijnse stadsbestuur, de S-Bahn in West-Berlijn over. Technische overwegingen leidden tot sluiting van de tunnel ten noorden van Anhalter Bahnhof en de sluiting van Gesundbrunnen. Na protesten van de bevolking zag de BVG zich gedwongen per 1 mei 1984 weer door te rijden tot Gesundbrunnen. Frohnau werd vanaf oktober 1984 weer aangedaan.
Gedurende het bestaan van de Muur kwamen in het grensgebied tussen de stations Gesundbrunnen, Bornholmer Straße en Schönhauser Allee vijf mensen bij vluchtpogingen om het leven. Het betreft Hans-Dieter Wesa, Hildegard Trabant, Klaus-Jürgen Kluge, Lothar Fritz Freie en Ingolf Diederichs.

### Na de Wende

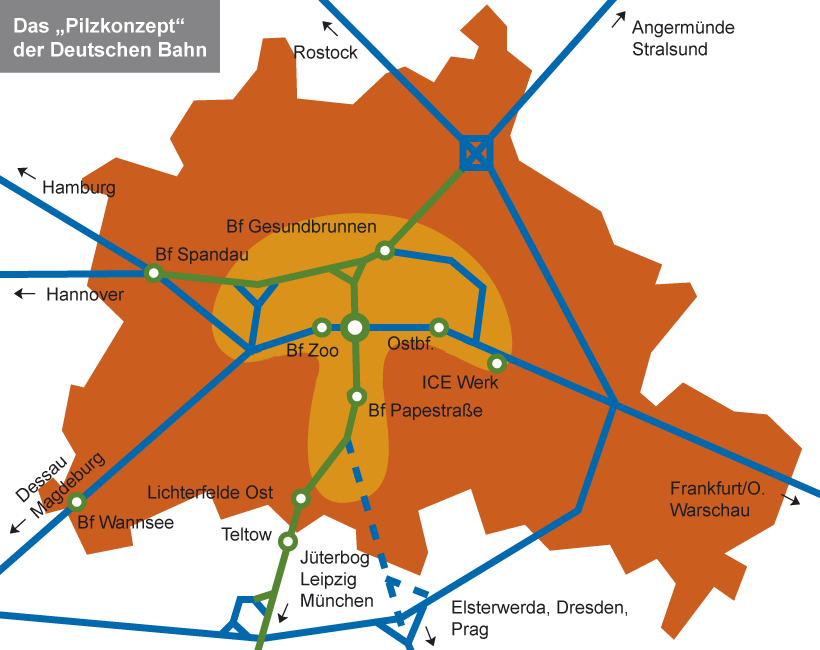
Station Gesundbrunnen binnen het Paddestoelconcept

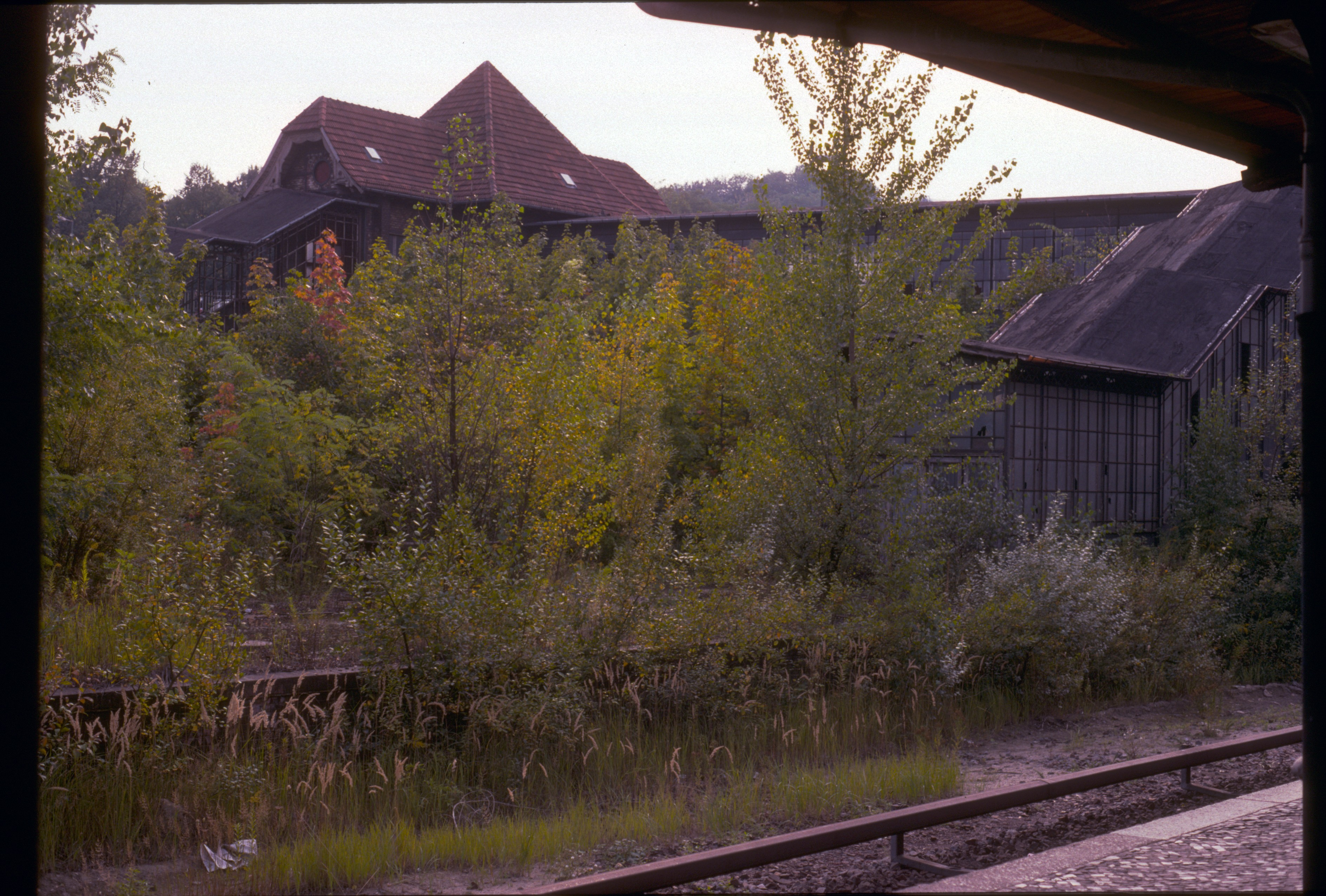
Vanaf het perron van de noord-zuidlijn een blik op de loopbrug en het oude stationsgebouw, september 1991

Direct na de Wende begon de discussie over de aansluiting van Berlijn op het Europese spoorwegnet. De nadruk lag hierbij op de vraag hoe de noord-zuid verbindingen de stad moesten bereiken en door de stad zouden lopen. Het resultaat was het paddestoelconcept van de Deutsche Bahn, het Berlijnse stadsbestuur en de Duitse regering. In de jaren 90 werd Gesundbrunnen als onderdeel van dit concept omgebouwd tot station voor het langeafstandsverkeer. Voor de sanering van het station was een complete herziening van het emplacement noodzakelijk. Het Berlijnse architectenbureau van Ingrid Hentschel en Axel Oestreich won in 1992 de ontwerpwedstrijd voor het station.
De werkzaamheden begonnen met de S-Bahn sporen aan de noordkant. Hierbij werd de oude infrastructuur in verschillende stappen afgebroken en vervangen door nieuwbouw. De belangrijkste verbetering was de bundeling van de S-Bahn sporen van de ringlijn en de noord-zuidlijn langs gemeenschappelijke perrons waarmee de overstap aanzienlijk werd versoepeld. Vanaf de S-Bahn perrons werd ook een directe verbinding met de metro gerealiseerd. Verder werd een verbindingstunnel tussen alle perron gerealiseerd en kwam aan de oostkant een uitgang bij de  Swinemünder Brücke die via een loopbrug met alle perrons verbonden is. Het stationsgebouw aan de westkant ligt, naar het voorbeeld van Kassel, dwars boven de perrons en werd een voorplein met bushaltes, taxistandplaatsen en parkeerplaatsen voor auto's en fietsen gebouwd. De uit gele bakstenen opgetrokken Badstraßenbrücke verdween hierbij onder de betonnenplaat van het voorplein. De aansluitende Brunnenstraßenbrücke aan de zuidkant moest met een omvangrijk grondverzet vervangen worden door nieuwbouw om ruimte voor de nieuwe sporen te scheppen.
De perrons werden met meerdere liften en roltrappen met bijbehorende aansturing voorzien. De Deutsche Bahn bezuinigde op het stationsgebouw en moest daardoor de trappen naar de perrons van afdakjes voorzien omdat ze buiten het stationsgebouw kwamen te liggen.
De Deutsche Bahn zocht voor de bouw van het stationsgebouw een investeerder. De door Axel Oestrich geplande hoogbouw aan de Badstraße werden al tijdens de ombouw tot twee verdiepingen gereduceerd en vlak voor de voltooiing van het emplacement helemaal geschrapt. Een goedkopere versie van het stationsgebouw werd in de periode 2013 – 2015 opgetrokken. Door het naast gelegen winkelcentrum geldt een bedrijfseconomisch haalbaar concept als problematisch. Daarom werd slechts een “DB-servicestore” voor plaatskaarten en reisbenodigdheden geplaatst, een container die tot 2016 in dienst bleef.
De S-Bahn perrons zijn als twee van de 20 zogeheten stamstations van de Berlijnse S-Bahn van plaatselijk toezicht voorzien.

### Heropening van Gesundbrunnen
Op 17 september 2001 werd de verbinding tussen Gesundbrunnen en het voormalige Oost-Duitse station Schönhauser Allee hersteld. Het baanvak van de ringlijn tussen Gesundbrunnen en Wedding werd als laatste baanvak op 15. juni 2002 heropend.
Sinds 28 mei 2006 stopten de reizigerstreinen van de Deutsche Bahn ook weer bij Gesundbrunnen. Vanaf december 2007 tot december 2014 verzorgde Veolia dochter InterConnex de treindienst  Leipzig – Berlin – Rostock met een stop in Gesundbrunnen.
In verband met de opening van de HSL Nürnberg – Erfurt werden in 2018 uitrolstukken gerealiseerd om de capaciteit van het station te verhogen.

### Nordkreuz
De ombouw voor 114 miljoen euro met ongelijkvloerse kruisingen kreeg als projectnaam “Nordkreuz” hoewel de echte kruising niet in Gesundbrunnen plaats heeft maar in de spoordriehoek   tussen de stations Bornholmer Straße, Gesundbrunnen und Schönhauser Allee.
Op 13 juni 2005 verklaarde de toenmalige President-directeur van Deutsche Bahn Hartmut Mehdorn naar aanleiding van de omdoping van Station Papestraße in Südkreuz “Eine Umbenennung des Bahnhofs Gesundbrunnen, in ‚Nordkreuz‘ wird nicht erwogen“  (Nederlands: Een omdoping van Gesundbrunnen in Nordkreuz wordt niet overwogen) 
Op 13 oktober 2005 maakte de Deutsche Bahn in een persbericht bekend dat Gesundbrunnen in Nordkreuz wordt omgedoopt omdat dit voor (niet Berlijnse) reizigers duidelijker zou zijn.   Ingeborg Junge-Reyer, senator voor stadsontwikkeling stelde daar op aan Mehdorn voor de naam „Nordkreuz“ slechts als toevoeging aan de stationsnaam te gebruiken. Op 22 december 2005 liet Mehdorn aan het Berlijnse parlement weten dat hij afstand neemt van de naamswijziging. In 2016 werd de naam alsnog toegevoegd en ter gelegenheid van de opening van het stationsgebouw op 25 juni 2016 werden de naamborden officieel onthuld. De toevoeging werd gemotiveerd met de verwachting dat toeristen en niet-Berlijners zich beter oriënteren kunnen.
In augustus 2006 werd het stationsplein genoemd naar  Hanne Sobek – een bekende speler van  Hertha BSC dat haar stadion naast het station had.

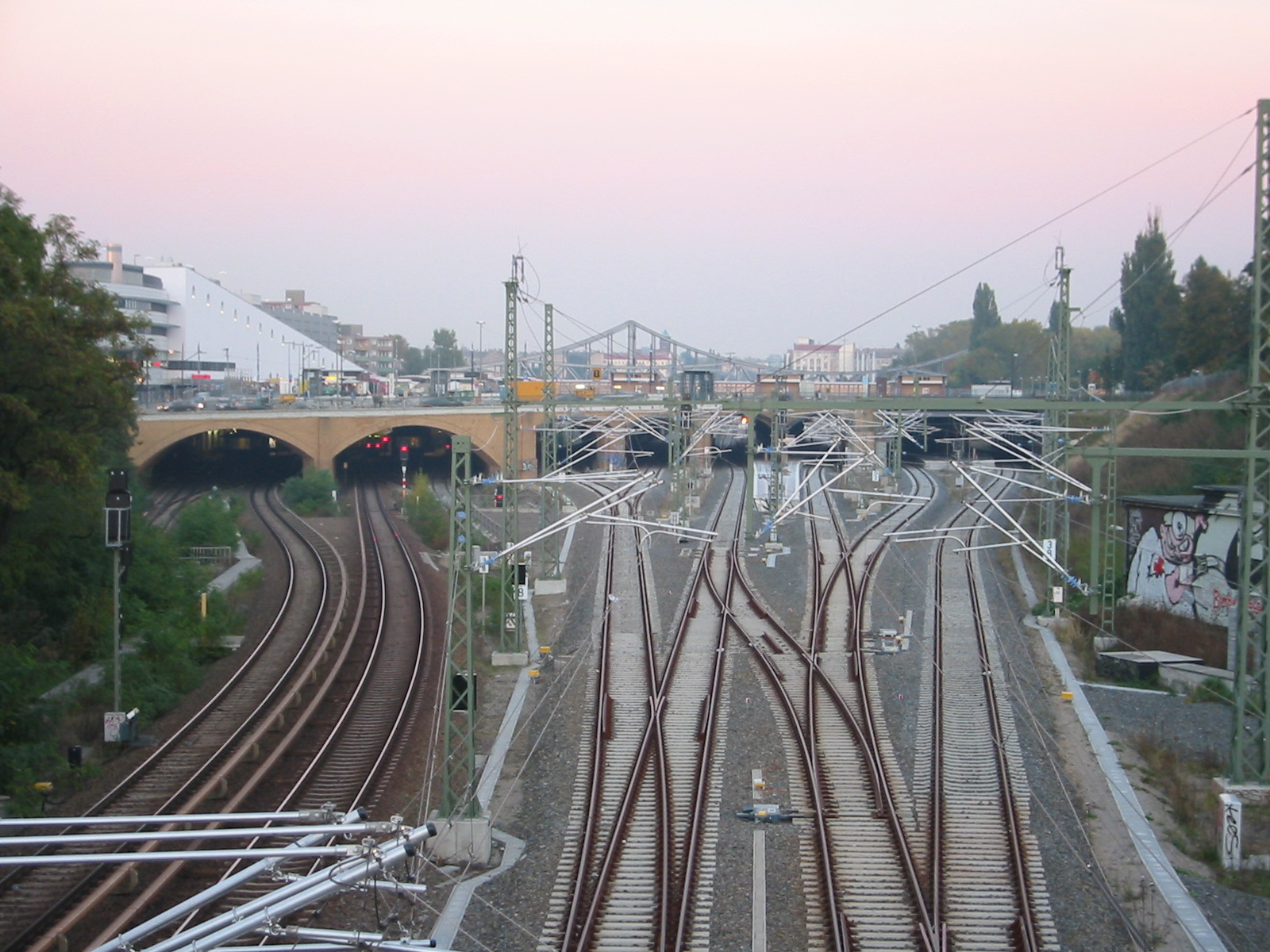
Na de verbouwing: links de S-Bahn, rechts de spoorlijn gezien uit het westen, 2005
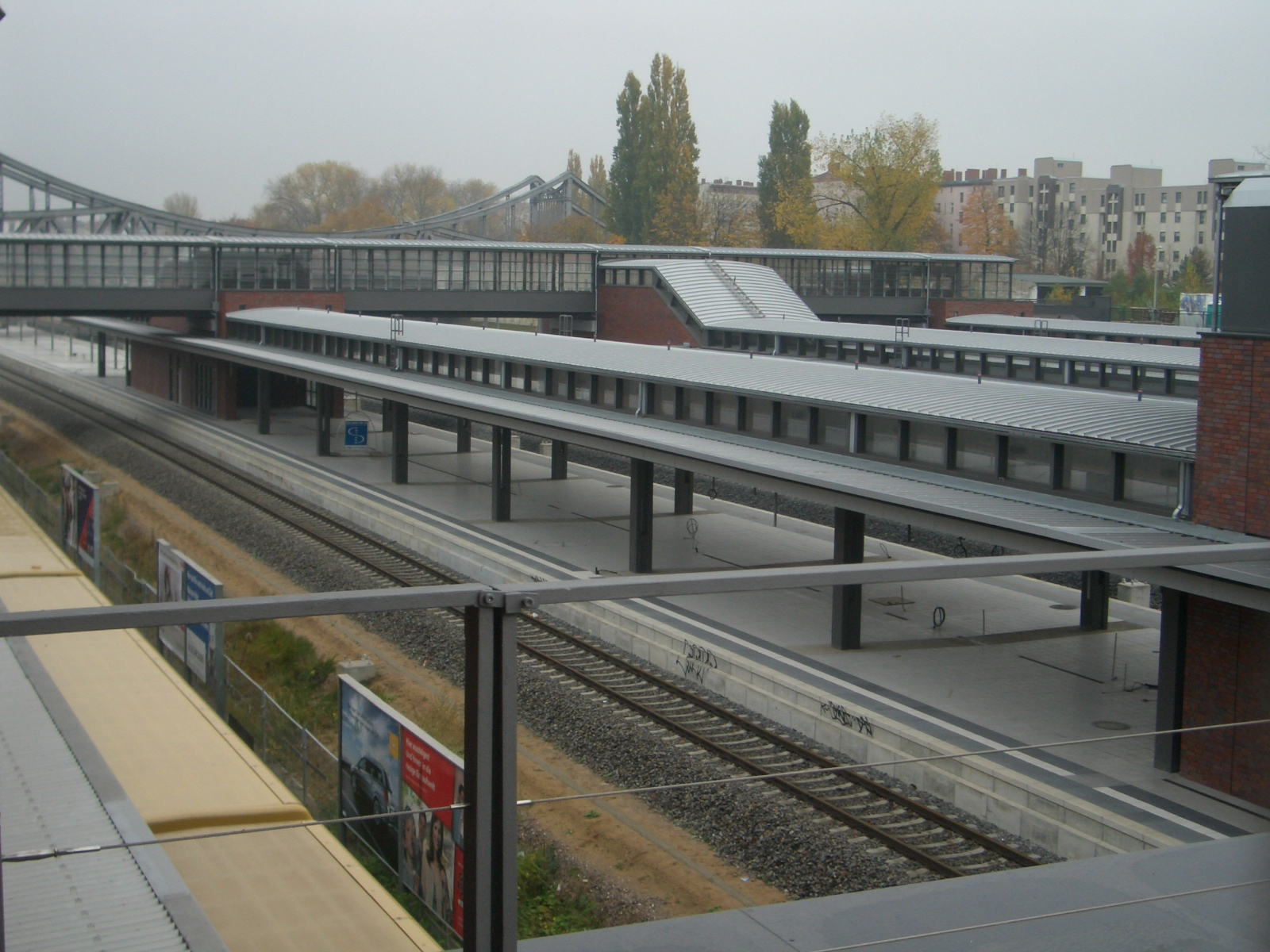
Het nieuwe perron in aanbouw (2004)
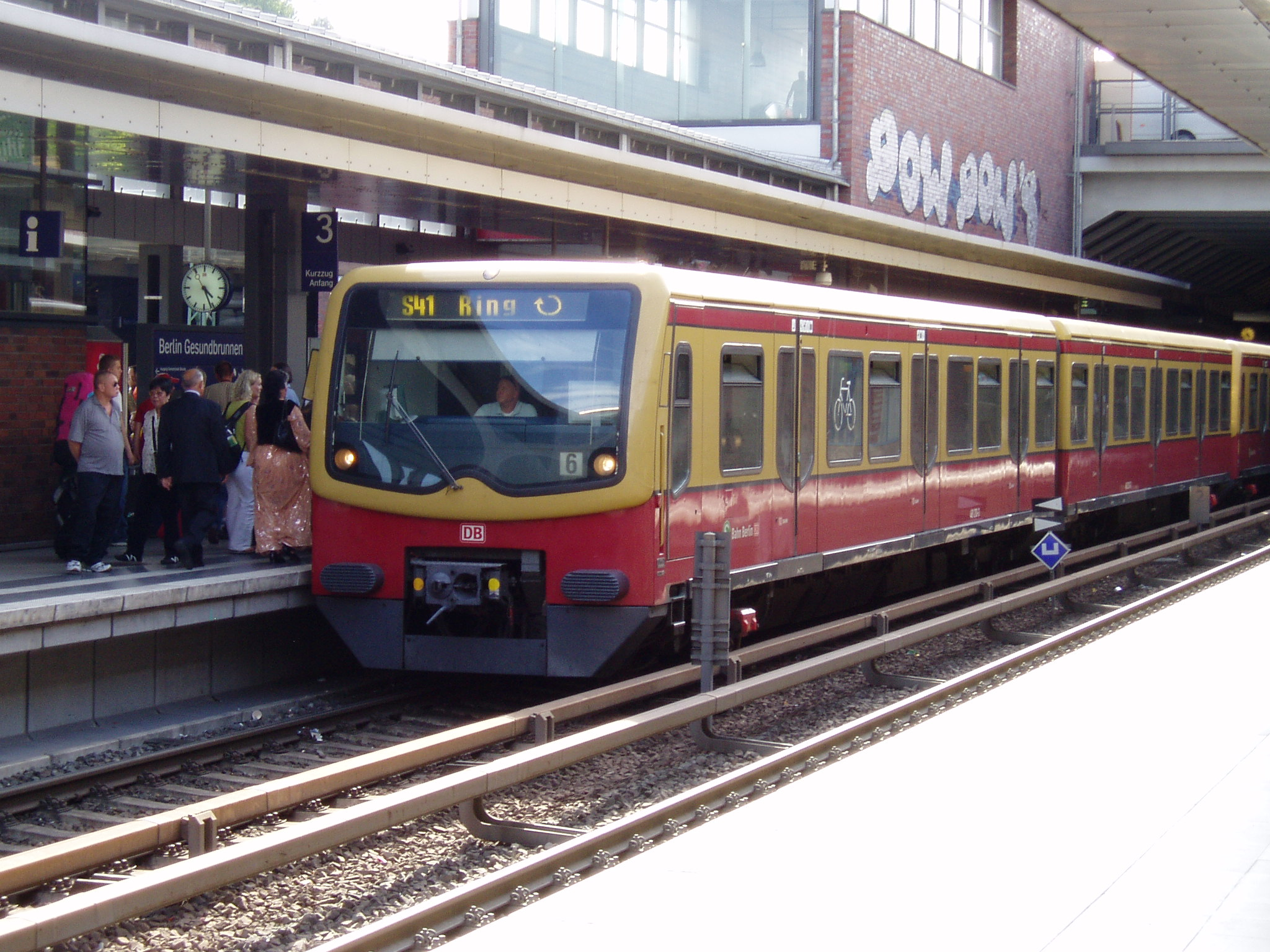
S-Bahn reeks 481 in Gesundbrunnen
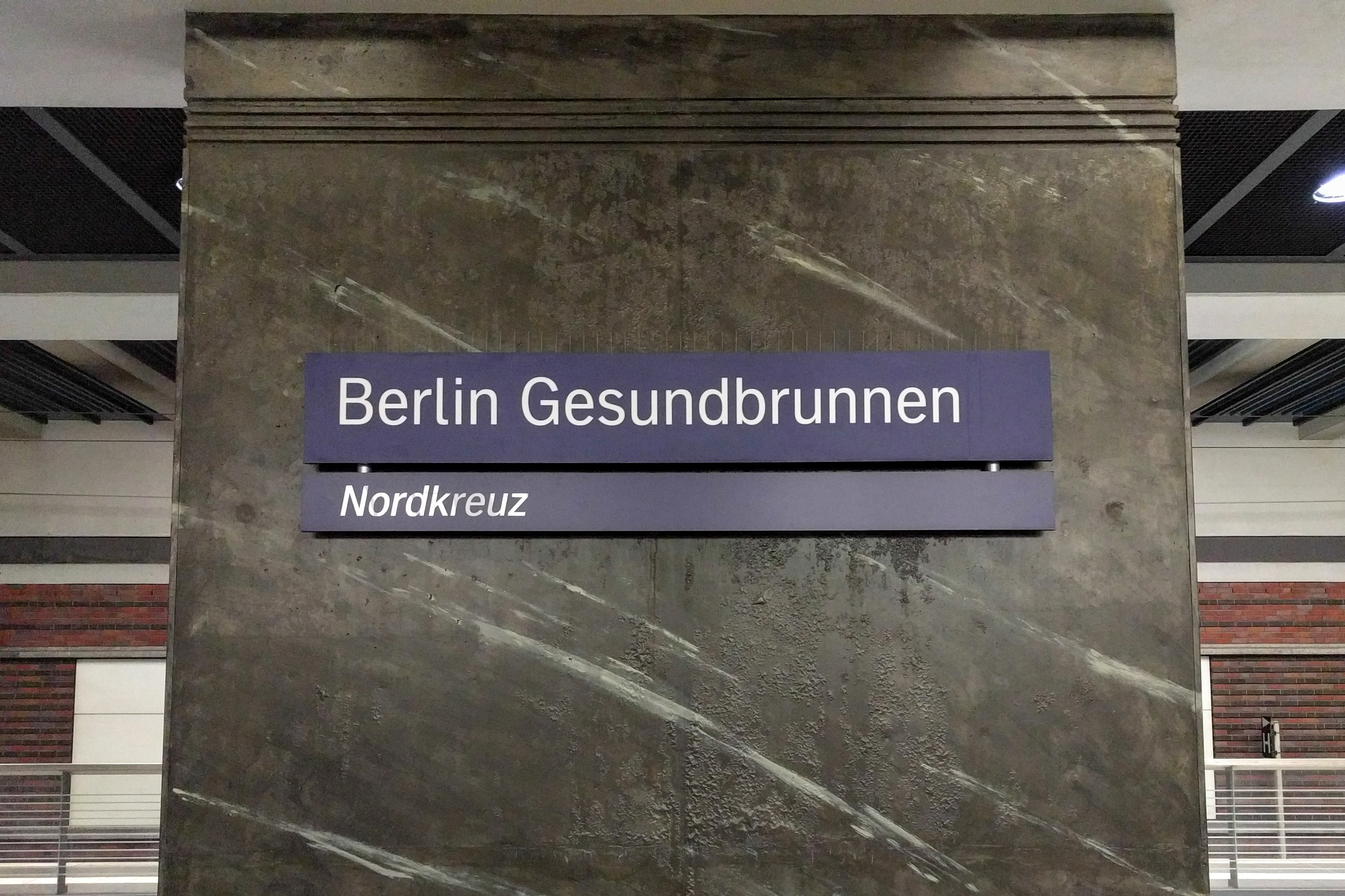
Het naambord met toevoeging

## Stationsomgeving
Op de betonplaat boven de sporen bevindt zich het Hanne-Sobek-Plein. Dit is ontstaan na de ombouw van S- en U-Bahn station tot spoorwegstation. Het plein kreeg zijn naam bij de opening van het vernieuwde station in mei 2006. Het werd genoemd naar de sterspeler van Hertha BSC, Johannes Sobek die in 1930 en 1931 met Hertha landskampioen werd. Destijds lag het stadion van Hertha vlak naast het station aan de andere kant van de Swinemünder Brücke, tegenwoordig staan hier woonblokken. Sobek zelf woonde in de tuinstad Atlantic, in de Bellermannstraße vlak ten noorden van het station.
Aanvankelijk wilde de Deutsche Bahn een station met vijf torens aan het plein bouwen. Zowel financiële als bouwtechnische overwegingen, het plein heeft als viaduct immers een beperkte draagkracht, leidden tot herziening van het project. Voor het herziene gebouw van twee verdiepingen was echter geen investeerder te vinden, zodat het station als enige ICE-station het jarenlang zonder stationsgebouw moest doen. De voorzieningen bleven beperkt tot twee containers, een kaartjesautomaat en een paar marktkramen. 

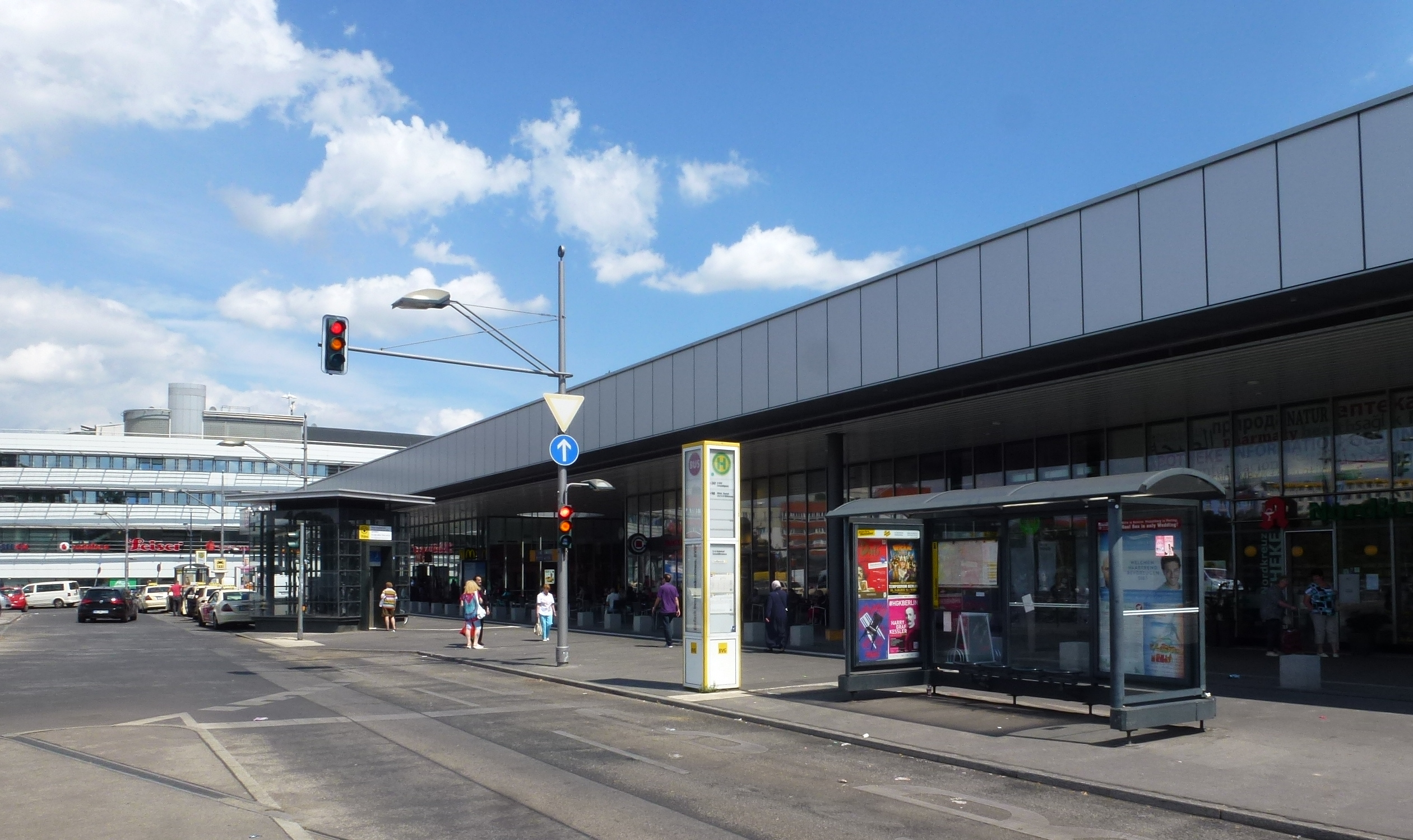
Het nieuwe stationsgebouw aan het Hanne-Sobek-Plein in 2016

In 2013 werd alsnog begonnen met de bouw van het stationsgebouw. Het betreft een plat grijs gebouw dat met glas en blik is bekleed. Blikvanger is het 7700 m2 grote dak dat tevens als luifel dient. Het wordt gedragen door 85 zuilen en het licht valt door lichtkoepels in de hal. Het ontwerp voorzag de plaatsing van zonnepanelen op het dak, hetgeen door het schrappen van subsidies van de landelijke overheid niet werd uitgevoerd. In de hal zijn 15 winkels, een plaatskaartenkantoor en een politiepost ondergebracht. De ruwbouw was in de herfst van 2014 gereed en kostte 10 miljoen euro. De afwerking was een jaar later gereed en toen werd het gebouw ook in gebruik genomen. De officiële opening van het hele station volgde op 25 juni 2016.
Naast het station werd in 1997 het Gesundbrunnen-Center, een groot winkelcentrum geopend. In 2008 werd aan de zuidkant van het plein het Fachmarktzentrum Brunnenstraße geopend dat door Kaufland is gehuurd.

## Aansluitingen
In Gesundbrunnen beginnen de drie noordelijke vertakkingen van de Berlijnse S-Bahn naar Henningsdorf, Oranienburg en Bernau. In zuidelijke richting rijden de treinen onder het centrum via  Station Friedrichstraße naar Teltow Stadt, Blankenfelde en Wannsee. Verder rijden vanaf Gesundbrunnen de S-Bahn diensten over de Ringbahn alsmede de treinen voor het langeafstandsverkeer.
Het spoorwegstation speelt een sleutelrol in het treinverkeer van Berlijn naar het noorden met Intercities en stoptreinen naar Neustrelitz, Rostock en Stralsund, almede naar Angermünde, Schwedt, Greifswald en Stettin. In zuidelijke richting zijn er treinverbindingen met Elsterwerda, Wünsdorf-Waldstadt, Lutherstadt-Wittenberg en Falkenberg/Elster via Jüterborg. Het metrostation wordt bediend door de U8 tussen Wittnau en Hermannstraße. Op het Sobekplein kan worden overgestapt op buslijn 247 van de BVG.